# Willa Cather

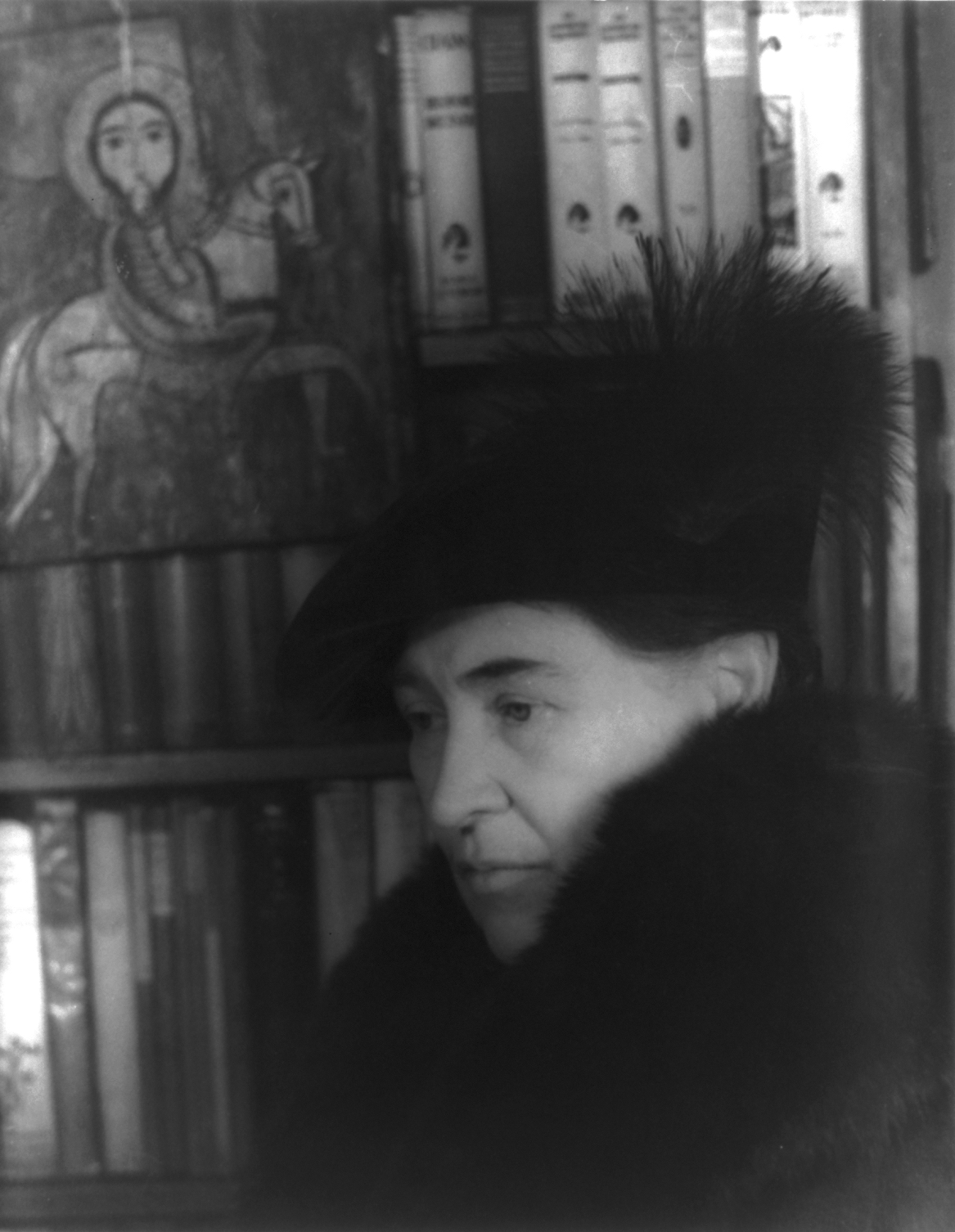
Willa Cather (1936)

Willa Sibert Cather, född 7 december 1873 i Gore nära Winchester i Virginia, död 24 april 1947 i New York i New York, var en amerikansk författare.
Willa Cather kom vid nio års ålder till Nebraska, där hennes far slog sig ned som nybyggare. En stor del av nybyggarna bestod av skandinaver, med vilka hon växte upp. Efter universitetsstudier blev Cather lärare och journalist. Hon företog även en mängd resor. Cather debuterade 1905 som författare med en novellsamling och verkade 1906–1912 som medutgivare i McClure's magazine, som spelat en viktig roll inom amerikansk tidskriftsjournalistik. Från 1912 ägnade hon sig helt åt författarskapet. I sina realistiska romaner skildrar hon nybyggarna på Nebraskas prärie, särskilt kvinnorna.
Bland hennes verk märks: Alexander’s Bridge (1912), The Bohemian Girl (1912), O, Pioneers! (1913), The Song of the Lark (1915), A Lost Lady (1923), The Professor’s House (1925) och Death Comes for the Archbishop (1927).

## Eftermäle
Nedslagskratern Cather på planeten Venus och asteroiden 14969 Willacather är uppkallade efter henne.

## Böcker översatta till svenska
- Hell, banbrytare! (översättning Hildegard Wieselgren, Fritze, 1919). Ny uppl. Saxon & Lindström, 1943, med titeln Banbrytare; ny uppl. Folket i bild, 1948, (med översättningen rev. av Erik Lindegren som O, pionjärer! (O, pioneers)
- Lärksången (översättning Hildegard Wieselgren, Fritze, 1920) (The song of the lark)
- Ett förlorat ideal (översättning Sigrid Gustafson, Norstedt, 1924) (A lost lady)
- Professorns hem (översättning Jenny Jusélius, Geber, 1927)
- Av allt ditt hjärta (översättning Siri Thorngren Olin, Geber, 1936) (Lucy Gayheart)
- Landet långt borta (översättning Siri Thorngren Olin, Geber, 1938) (Death comes for the archbishop)
- Min Antonia (översättning Aslög Davidson, Geber, 1939) (My Antonia)
- Skuggor över klippan (översättning Siri Thorngren Olin, Geber, 1940) (Shadows on the rock)
- Sapphira och slavinnan (översättning Siri Thorngren Olin, Geber, 1941) (Sapphira and the slave girl)
- De bästa åren och andra noveller (översättning Nils Jacobsson, Geber, 1950) (The old beauty and others)